# ...And I Return to Nothingness
...And I Return to Nothingness es el cuarto EP de la banda estadounidense de deathcore Lorna Shore. Fue lanzado el 13 de agosto de 2021 a través de Century Media Records y fue producido por Josh Schroeder. Este EP es su primer lanzamiento con el nuevo vocalista Will Ramos y el guitarrista rítmico Andrew O'Connor, quien se unió justo antes del lanzamiento de Immortal (2020).

## Antecedentes y promoción
El 11 de junio de 2021, la banda regresó con una nueva canción titulada "To the Hellfire" y anunció a Ramos como su nuevo vocalista permanente. También anunciaron los detalles del nuevo EP. Es el primer EP de la banda desde su exitoso lanzamiento de 2013, Maleficium.
"To the Hellfire" se convirtió en un éxito viral para la banda, alcanzando el número 1 en la lista de metal de iTunes en su primera semana de lanzamiento. También fue votada por los lectores de Revolver como la "Mejor Canción de 2021 hasta la fecha", y el escritor Eli Enis la calificó como "una de las canciones de heavy deathcore más exageradas de los últimos tiempos". Además, superó a "Immortal" como la canción más escuchada de la banda en Spotify, con más de 4 millones de reproducciones. Fue elegida por Loudwire como la mejor canción de metal de 2021.

## Lista de canciones
| N.º | Título                           | Duración |  |
| 1.  | «To the Hellfire»                | 6:09     |  |
| 2.  | «Of the Abyss»                   | 5:43     |  |
| 3.  | «...And I Return to Nothingness» | 6:10     |  |

## Personal
Lorna Shore
- Will Ramos – voz
- Adam De Micco – guitarra principal, bajo
- Andrew O'Connor – guitarra rítmica, bajo
- Austin Archey – batería